# Bert Habets
Bert Habets (eigentlich Hubertus Maria Habets; * 9. Januar 1971) ist ein niederländischer Manager. Von 2018 bis 2019 war er Chief Executive Officer bei der RTL Group und Mitglied im Group Management Committee von Bertelsmann. Seit 1. November 2022 ist er Vorstandsvorsitzender der ProSiebenSat.1 Media SE.

## Herkunft und Studium
Bert Habets, dessen Familie im internationalen Export von Früchten und Gemüse tätig war, wurde am 9. Januar 1971 in der niederländischen Provinz Limburg in Hoensbroek geboren. Er studierte „Wirtschaft und Recht“ an der Universität Maastricht, wo er im Anschluss seinen Master-Abschluss in „Wirtschaft und Recht“ (Steuerrecht) machte.

## Karriere

### Frühe Jahre
Nach Abschluss des Studiums an der Universität Maastricht startete Habets eine Karriere als Banker bei der NIB Capital, wo er von 1995 bis 1999 tätig war.

### Fernsehen
1999 wechselte Habets zu CLT-UFA, der späteren RTL Group. Dort arbeitete er zunächst als Projektmanager im Bereich Business Development, bevor er 2000 zum Vice President Controlling befördert wurde.
2001 kehrte Habets zurück in die Niederlande, um die Position des CFO der niederländischen Mediengruppe zu übernehmen, die später zu RTL Nederland umbenannt wurde. Mit 37 Jahren wurde Habets im Februar 2008 zum CEO von RTL Nederland ernannt und übernahm damit die Verantwortung für die niederländischen Fernsehsender RTL 4, RTL 5, RTL 7 und RTL 8. Unter seiner Führung expandierte RTL Nederland unter anderem durch die Übernahme des On-Demand-Dienstes „Videoland“; die Gründung von RTL MCN und ein Joint Venture mit SpotX für die Benelux-Region und Skandinavien.
Als Nachfolger von Anke Schäferkordt wurde Habets 2017 zum Co-CEO der RTL Group ernannt, um das Unternehmen gemeinsam mit Guillaume de Posch zu leiten. Zudem wurde er zum Executive Director des RTL Group-Aufsichtsrates ernannt. Des Weiteren ist er seit Februar 2018 Mitglied des Bertelsmann Group Management Committees. Im Dezember 2017 entschied sich Guillaume de Posch als Co-CEO der RTL Group zurückzutreten, weshalb Habets das Unternehmen ab Januar 2018 als alleiniger CEO führte. Außerdem war er für die Mediengruppe RTL Deutschland und Fremantle sowie RTL Croatia, RTL Nederland, RTL Ungarn verantwortlich. 2019 trat Habets aus persönlichen Gründen von seiner Position zurück. Sein Nachfolger bei der RTL Group wurde Thomas Rabe, der gleichzeitig Vorstandsvorsitzender von Bertelsmann ist.
Seit Mai 2022 sitzt Bert Habets im Aufsichtsrat von ProSiebenSat.1 Media und wurde zum 1. November 2022 in Nachfolge des zurückgetretenen Rainer Beaujean Vorstandsvorsitzender des Medienkonzerns, deren größter Anteilseigner die niederländische MFE – MediaForEurope ist.

## Ehrungen
2014 wurde Bert Habets vom Broadcast Magazine in den Niederlanden als „Einflussreichste TV-Persönlichkeit“ ausgezeichnet. Zusätzlich erhielt er 2010, 2011 und 2012 den Bertelsmann Award für Outstanding Entrepreneurial Achievements.